# La Perla (centro de detención)

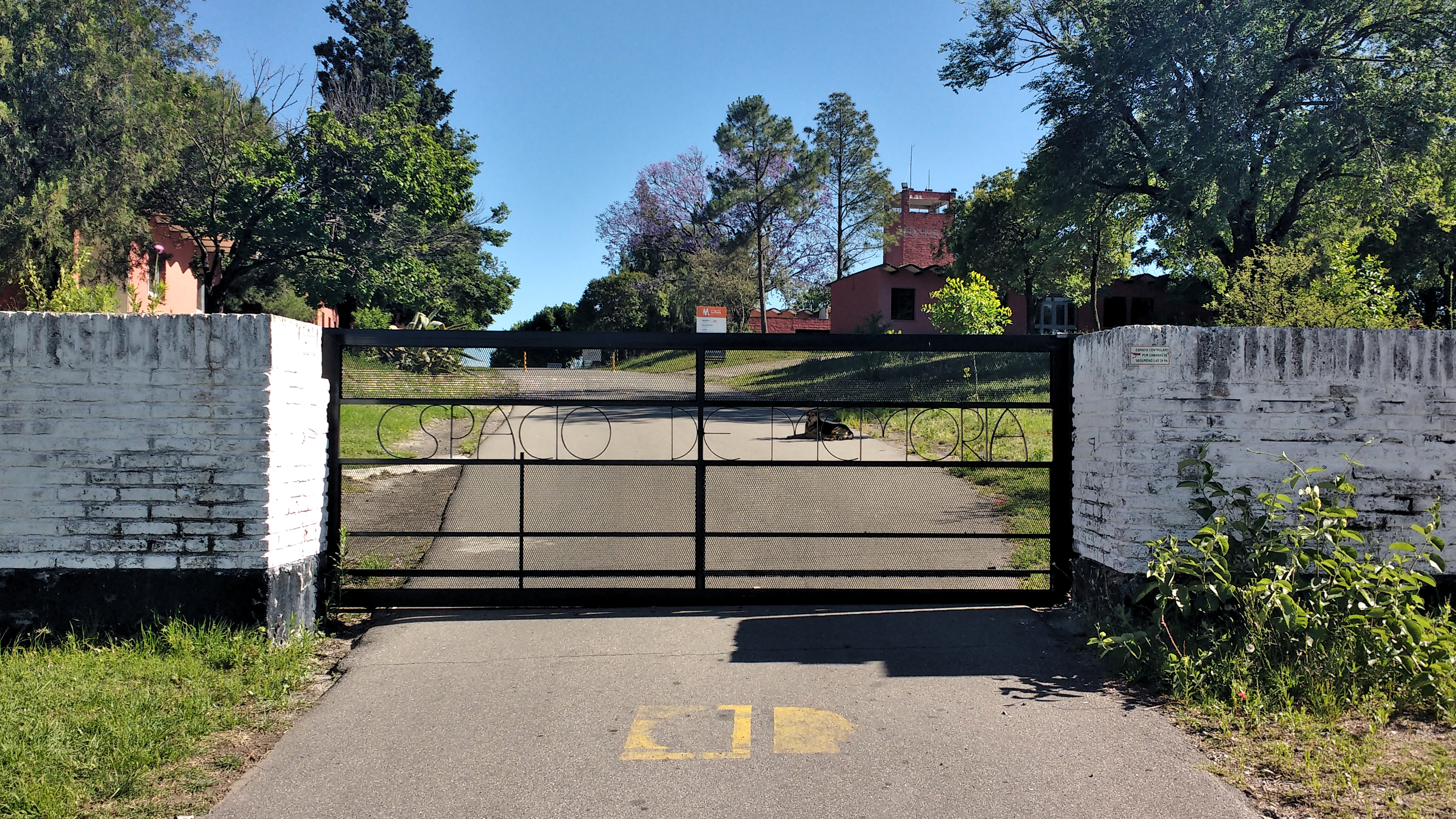
Portón de entrada al Espacio para la Memoria "La Perla"

«La Perla», conocido también como «la Universidad», fue el principal centro clandestino de detención (CCD) de la Provincia de Córdoba fuera de la ciudad capital durante la dictadura autodenominada «Proceso de Reorganización Nacional» (bajo la conducción de la Junta Militar). Los centros de detención eran instalaciones secretas empleadas por las Fuerzas Armadas y de Seguridad para ejecutar el plan sistemático de desaparición de personas, durante el terrorismo de Estado en Argentina. Se encuentra ubicado en la localidad de La Perla.
Se localizaba en el interior del cuartel del Escuadrón de Exploración de Caballería Aerotransportado 4 (Ruta Nacional 20, km 20). Y estaba bajo la responsabilidad del Área 311, a cargo del Comando de la IV Brigada de Infantería Aerotransportada, dependiente del III Cuerpo de Ejército.
Se cree que por allí pasaron unos 3000 detenidos.
En La Perla las violaciones sexuales fueron masivas: fueron violadas sistemáticamente todas las prisioneras del sexo femenino que pasaron por allí y algunos prisioneros del sexo masculino también.

## Ubicación
Está ubicado sobre la Ruta Nacional RN 20,31°25′58″S 64°20′33″O / -31.43278, -64.34250  que une la ciudad de Córdoba con Carlos Paz. A 12 kilómetros de la ciudad, sobre la mano derecha, frente a la fábrica Corcemar (la fábrica esta en la localidad de La Perla, el centro de detención está cruzando la Ruta 20), yendo hacia Carlos Paz.  Las instalaciones son visibles desde la ruta. 

## Historia

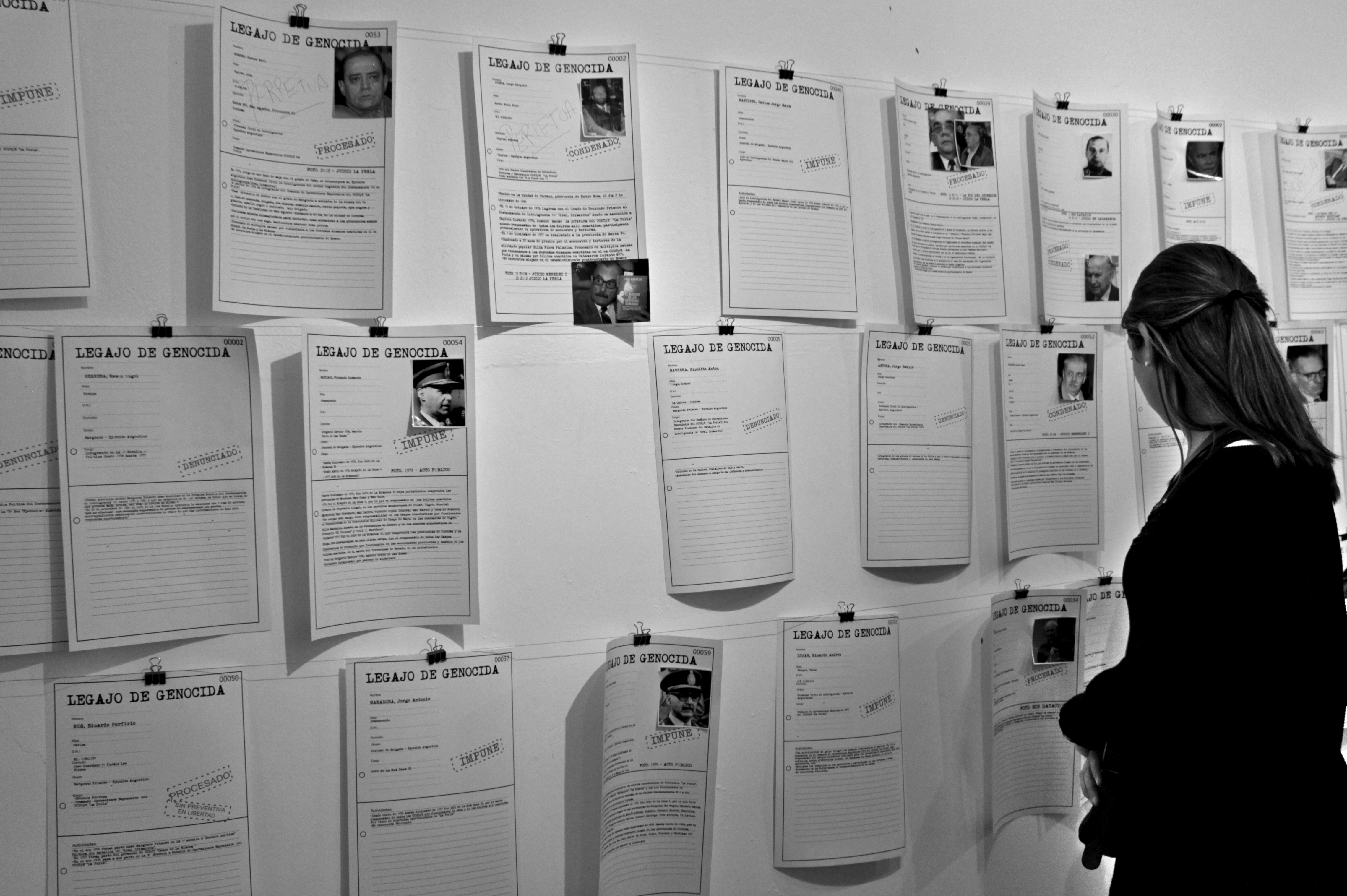
Legajos de genocidas en las paredes de "La Perla"

Se denominó “La Perla” o “La Universidad”. El centro de detención La Perla funcionó desde 1975, antes del golpe de Estado del 24 de marzo de 1976, hasta 1979. Tenía como objetivo la persecución y eliminación de cualquier forma de participación política que confrontara con el proyecto político, económico y cultural impuesto por la dictadura.  Los represores utilizaban eufemismos para hablar de los secuestrados. No hablaban de personas sino de bultos, los secuestrados no tenían nombre sino número, no hablaban de asesinar sino de trasladar , no hablaban de tortura sino de  interrogatorios ,  llamaban a la sala de tortura  margarita  o   sala de terapia intensiva

### Responsables
El centro de detención La Perla fue el CCD más importante de la Zona 3, una de las cinco zonas militares en las que se había dividido el país. La Zona 3 estaba bajo la responsabilidad del  III (Tercer) Cuerpo de Ejército con sede en Córdoba a cargo del general Luciano Benjamín Menéndez. Abarcaba toda la parte norte del país. 
Juan Bautista Sasiaiñ fue el segundo y era responsable de los centros clandestinos de detención La Perla, Campo de la Ribera, Malagueño, Centro clandestino de detención (Argentina) de la Policía de Córdoba. El general Juan Bautista Sasiaiñ murió en 2006 y  también era  jefe de la Policía Federal durante la dictadura.
El coronel César Emilio Anadón fue jefe del destacamento de Inteligencia 141 y de La Perla.
El teniente primero Ernesto Barreiro fue jefe de interrogadores en el año 1976.
Luis Alberto Manzanelli, Carlos Alberto Díaz, Oreste Valentín Padován y Ricardo Alberto Lardone integraban el grupo Comando de Operaciones Especiales de La Perla, actuando como torturadores y secuestradores.
El capitán Héctor Pedro Vergez (oriundo de Victorica, en la provincia de La Pampa), fue jefe de la III (Tercer) sección de Operaciones Especiales OP3 La Perla durante el año 1976.

## Distribución

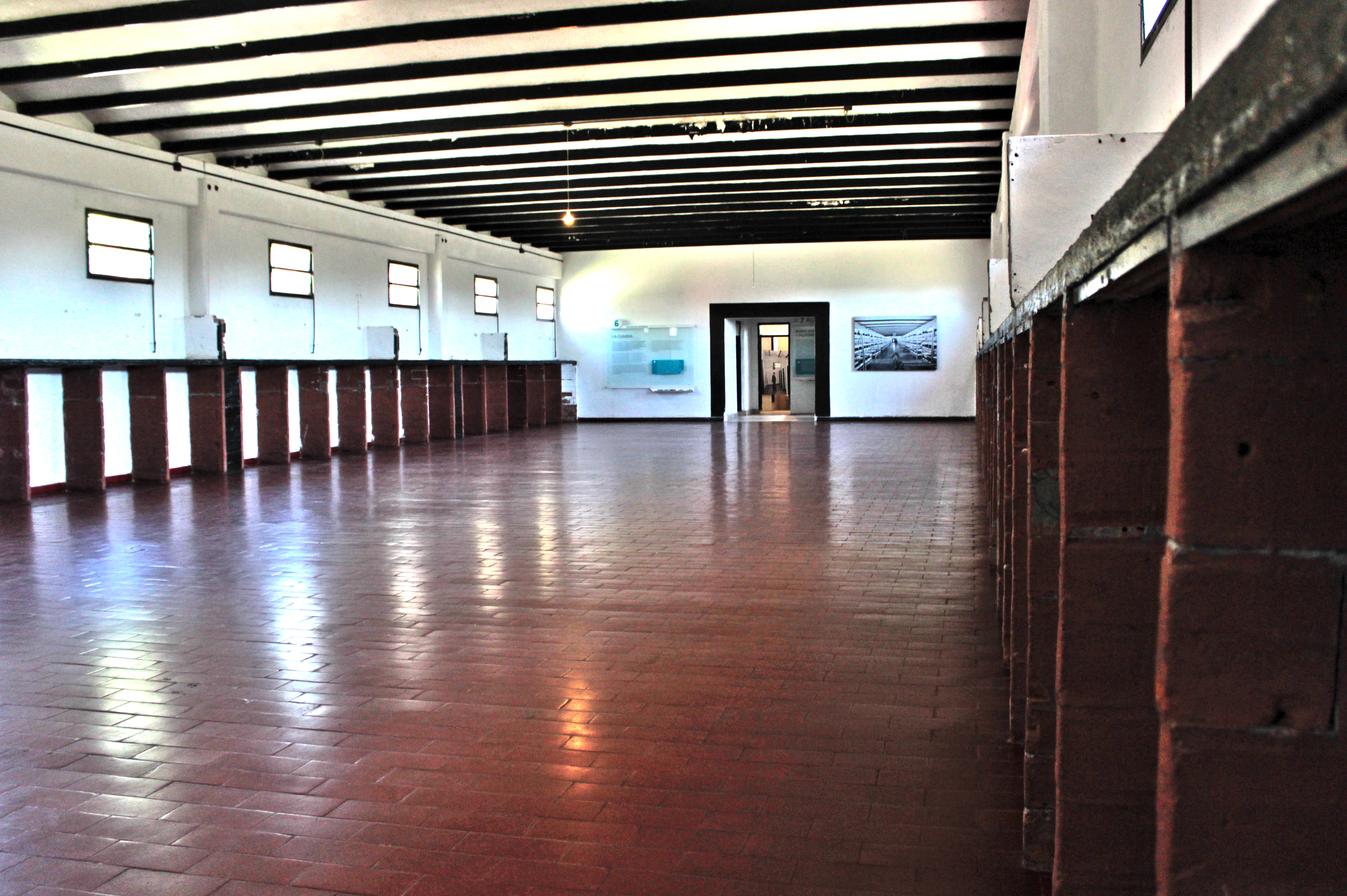
"La cuadra", donde los detenidos pasaban la mayor parte de su cautiverio

El CCD tenía cuatro edificios de ladrillo a la vista, tres de ellos comunicados por una galería. Dos de estos eran utilizados por oficiales y suboficiales y el tercero era “La Cuadra”, donde se alojaban a los detenidos. Conforme se detalla allí, en un extremo de “La Cuadra” estaban los baños, en el opuesto cuatro oficinas para interrogatorios y tortura y una para enfermería. La sala de torturas tenía un cartel que decía: "Sala de terapia intensiva - No se admiten enfermos". El edificio restante funcionaba como garaje.   

### “La cuadra"[10]
Era el lugar físico donde los detenidos pasaban la mayor parte de su cautiverio en el centro. Los secuestrados eran traídos aquí gravemente heridos luego de los tormentos psíquicos y físicos padecidos en las oficinas y la sala de torturas.
Quienes sobrevivían pasaban todo el día acostados o sentados en colchonetas de paja y tapados con mantas de lana, vendados y maniatados, permanentemente vigilados y amenazados, y con la estricta prohibición de comunicarse.

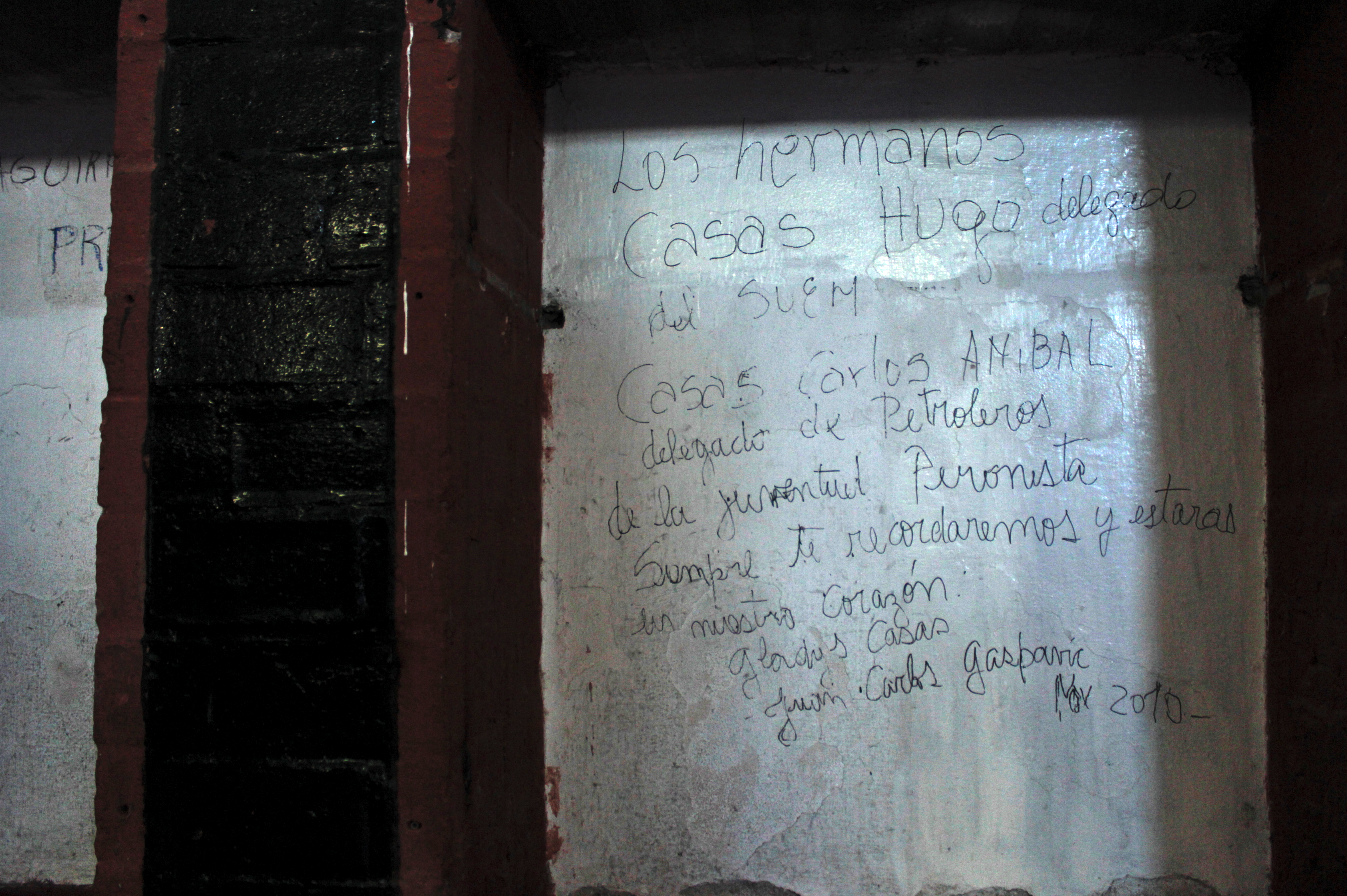
Mensajes recordatorios en las paredes de "La cuadra"

A lo largo del funcionamiento de este centro clandestino, la cuadra albergó un número variable de personas, llegando en algunos momentos a alojar simultáneamente más de cien. Los secuestrados permanecían aquí hasta que los civiles y militares responsables del plan de exterminio ordenaban su “traslado”, que la mayoría de las veces significaba su asesinato y el posterior ocultamiento de sus cuerpos. En contadas situaciones algunos secuestrados fueron liberados, otros llevados a prisiones, y otros sometidos a un falso régimen de “libertad vigilada”.
Salvo por algunas modificaciones leves la estructura de “la cuadra” se mantiene como en su periodo de funcionamiento como CCDTyE.  

### "Las oficinas"
Estas habitaciones tuvieron como principal función sistematizar y almacenar la información extraída mediante torturas a los detenidos-desaparecidos, acumulada previamente en forma ilegal por los “servicios de inteligencia” del Estado. 
Aquí, a cada secuestrado, se le asignaba un número que suplantaría su nombre dentro del campo, y se confeccionaban carpetas y listados en los que se registraban su identidad y pertenencia política. Esta información era comunicada diariamente al Destacamento de Inteligencia 141 y Comando del III Cuerpo de Ejército.
Estas habitaciones también se utilizaron como lugar de cautiverio y para “preparar” a los secuestrados que los responsables del exterminio elegían para ser asesinados. Para esto último, se les ajustaba con fuerza la venda del rostro, se les ataban las manos y se los amordazaba para que no pudiesen defenderse o alertar a otros de que iban a ser “trasladados”.

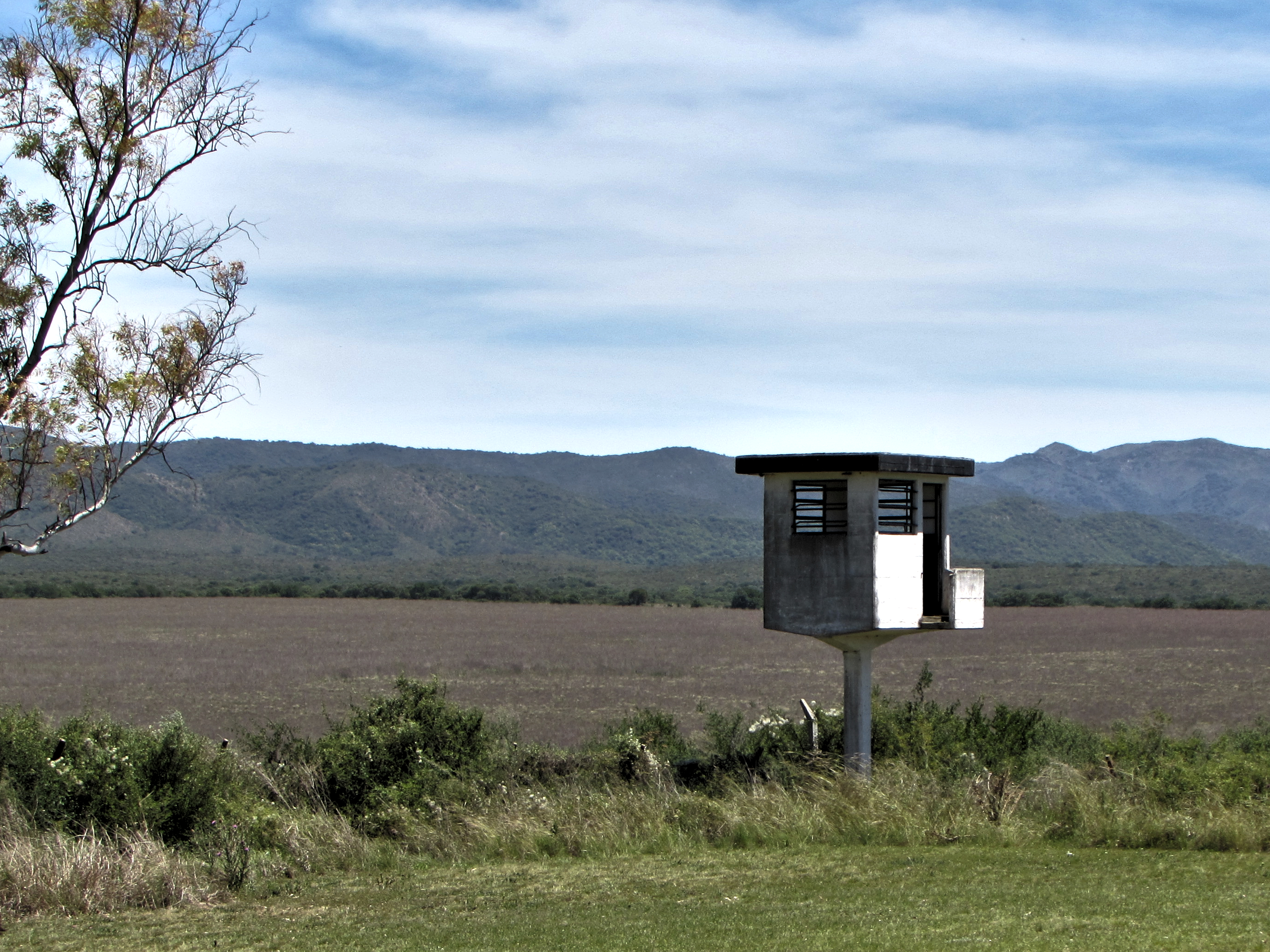
Garita de vigilancia

### Baños, duchas y piletones
Para los secuestrados, ir al baño o a ducharse era uno de los pocos momentos en los que rompían la inmovilidad de la vida en la cuadra. Para ello debían solicitárselo a la guardia que los llevaba en fila o individualmente. Cuando iban en grupo, compartir el espacio del baño constituía casi el único momento donde se relajaban las estrictas normas de incomunicación, aquí los secuestrados hablaban entre sí o podían levantarse la venda y mirar a su alrededor.
Sin embargo esta “intimidad” era violada ya que los guardias espiaban sobre todo a las prisioneras, cuando se bañaban.
En estos espacios estaba ubicada una pila de ropa de los secuestrados que, algunas veces, era “reutilizada” por otros tras los “traslados”. Reconociendo la pertenecía de prendas de personas conocidas, algunos secuestrados pudieron comprobar que habían pasado por el campo con anterioridad.
Estas habitaciones fueron modificadas sustancialmente con el uso del espacio como dormitorios de soldados. La zona de duchas no tenía muros divisorios y los piletones de cemento fueron retirados.

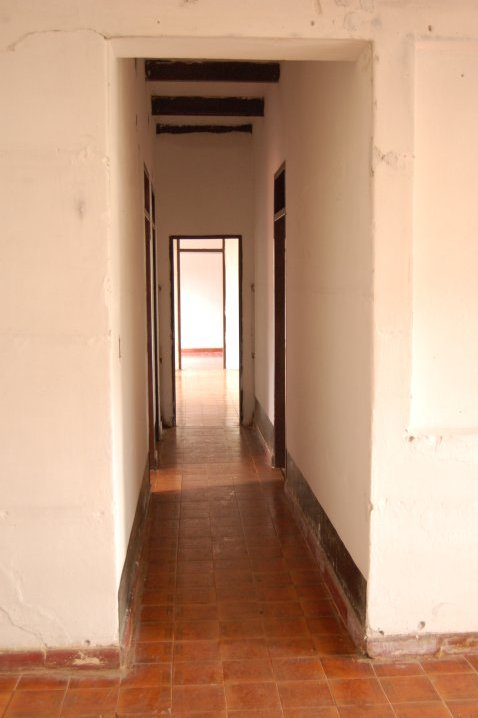
Interior de La Perla

### Sala de torturas
Los represores llamaban a esta habitación “Sala de Terapia Intensiva” o “Margarita” en alusión a una de las formas de las picanas eléctricas.
Las torturas físicas de diversa índole eran llamadas eufemísticamente por sus ejecutores como “interrogatorios”. Consistían en amarrar al prisionero en una cama de hierro, desnudo y vendado y aplicarle descargas eléctricas en todo el cuerpo, alternando esta práctica con golpes con un palo en las articulaciones, puñetazos y vejaciones, ahogamiento en tachos de agua, o asfixia con bolsas plásticas. En ocasiones, se hacía escuchar la tortura de otros prisioneros, o se llevaba a una persona que tenía una relación cercana con el torturado y se la amenazaba o torturaba en su presencia.
El principal objetivo de la tortura era obtener la mayor cantidad de información en el menor tiempo posible, los torturadores eran salvajes con los secuestrados pero evitaban matarlos. A estos fines contaban con médicos que controlaban el estado físico del prisionero durante la aplicación de tormentos. Sin embargo, en varias ocasiones las personas secuestradas murieron en estas “sesiones”.
Otro tipo de tortura se llamaba el "submarino" en el cual la persona torturada le hundían la cabeza en agua durante varios minutos hasta dejarlos inconscientes. La ferocidad de las torturas no hacía diferencias entre hombres o mujeres, demostrando de este modo la forma impune en que actuaban sin medir las consecuencias.

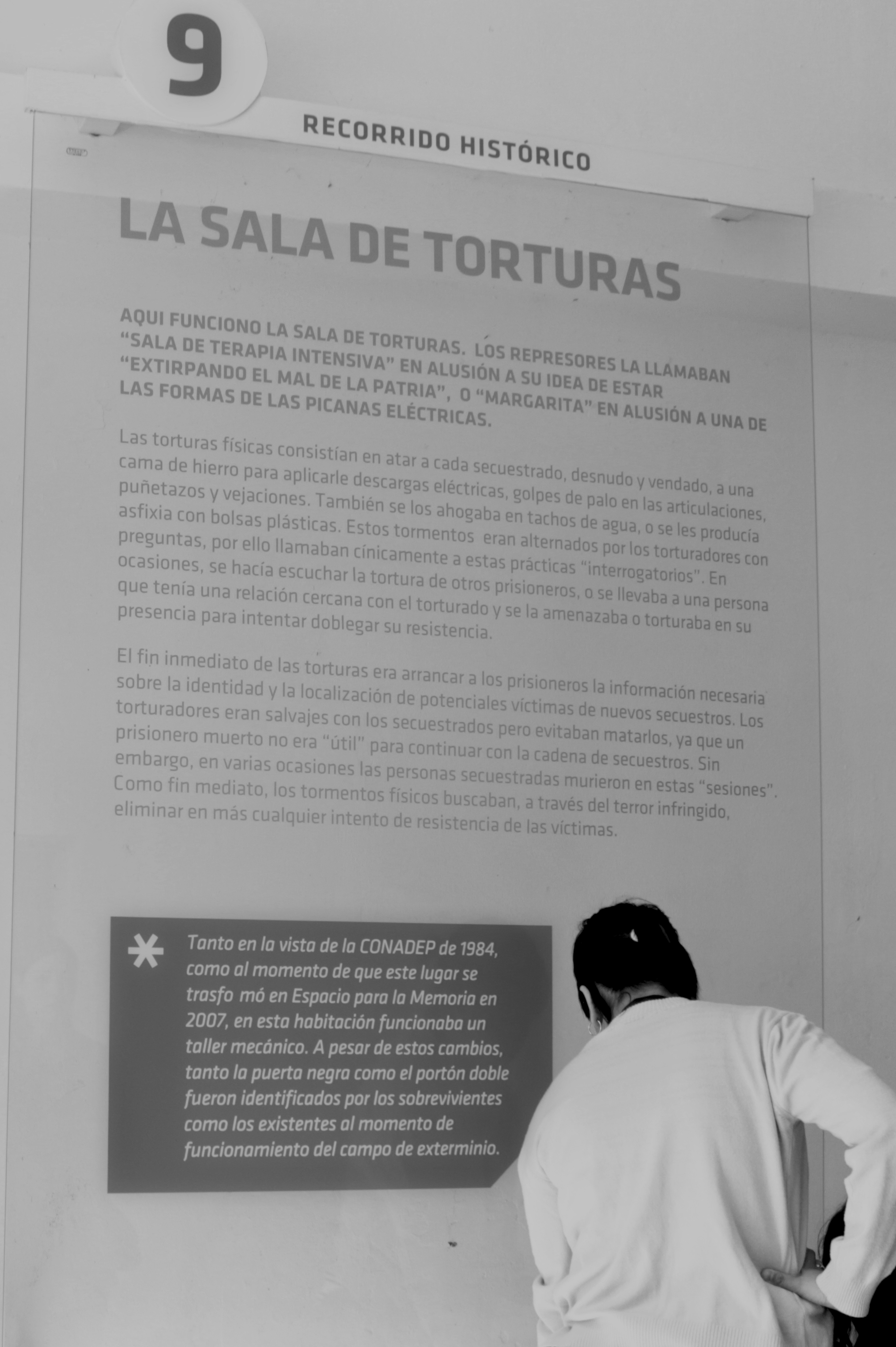
Cartel señalando la sala de torturas en el recorrido

### Caballerizas
Contiguas a la sala de torturas, eran utilizadas como depósito de los cuerpos resultantes de las torturas para luego desaparecer su cuerpo.

### “Galpón de automotores”
Funcionó como depósito de vehículos en desuso y como lugar de reparación y mantenimiento de aquellos que eran usados para los secuestros.
Algunos secuestrados fueron obligados, en algunos momentos, a la reparación, limpieza y mantenimiento de automotores en este espacio.

### Dormitorios, cocina y comedor
Aunque prácticamente desconocidas por los secuestrados, estas tres habitaciones eran fundamentales para el desarrollo cotidiano del centro clandestino. La sala mayor era utilizada como el dormitorio de la guardia; en la cocina se elaboraban los alimentos tanto para los civiles y militares que “trabajaban” en La Perla, como el de las personas que sufrían cautiverio: por último, la habitación menor al lado de la cocina era el comedor.

### Durante
Mientras la golpean le gritan que van a matar a la criatura que lleva en el vientre. La insultan y amenazan permanentemente. En un momento dado le dicen: «estás desaparecida en la Perla. De aquí ni Dios, ni el Papa, ni el presidente te sacan...» (Nunca Más)
de El Tigre y la Nieve, novela de Fernando Butazzoni (1986) sobre una detenida, Julia Flores, en La Perla. Fragmento más extenso en:
El panorama de la barraca no había variado: la misma doble fila de colchonetas, y sobre ellas los cuerpos encapuchados o vendados, con las manos atadas a la espalda. En la puerta de entrada un soldado hacía guardia desarmado, y de vez en cuando alguno se asomaba, recorría con la vista el suelo de la barraca, y luego volvía a desaparecer. En cierta medida había en La Perla una rutina alucinante a la cual todos empezaban a acostumbrarse, y cuyo eje principal era el momento en que llamaban para los traslados. Julia escuchaba el camión que llegaba al patio del cuartel, esperaba, repetía mentalmente su número, pensaba que el 244 no era un número como para que lo dijera algún oficial en voz alta desde la puerta de la barraca, creía que habría de salvarse nada más que por tener ese número y no otro.
Los prisioneros eran llamados "los negros" (Nunca más, 1566).
Declaración de un sobreviviente de La Perla (del Nunca Más):
VERGEZ se interesa especialmente por Mercedes, debido a su pertenencia a una familia cuyo apellido es muy conocido por su accionar político. Somos testigos de las palabras que este capitán le dice a Mercedes, cuando con sus manos la toma de la cara y la empuja contra la pared del pasillo marcado en el plano general de La Perla. Corriéndole un mechón de su pelo que caía sobre su frente, y de forma muy suave (rasgo desconocido en este asesino) le dice: "Qué linda que estás Negrita, lástima que vamos a meterte la 220 en la vagina". Se refiere a la picana de 220 volts llamada "Margarita" (una de las 2 picanas existentes en la sala de tortura o "sala de terapia intensiva", lugar al que irónicamente llamaban así nuestros captores). 
En el libro "Sobrevivientes de la Perla" los autores relatan:
En La Perla los prisioneros eran fusilados en los campos aledaños al centro. Hasta allí eran trasladados en un camión bautizado “Menéndez Benz”. Geuna contó: “Antes de descender del vehículo, eran maniatados. Luego se los bajaba y se les obligaba a arrodillarse delante del pozo y se los fusilaba. En los fusilamientos participaban oficiales de todas las unidades del Tercer Cuerpo, desde los subtenientes hasta los generales” (Contepomi 1984).
En 1984 el suboficial Alberto Vega declaró a la CONADEP que él trasladaba a los detenidos a unos pocos kilómetros de la Perla (Córdoba), los colocaba frente a una fosas con los ojos vendados, amordazados y con las manos atadas a la espalda, donde eran fusilados y sus cuerpos quemados con cal antes de tapar la fosa (Nunca más).
Un campesino que alquilaba los campos de La Perla declaró que vio como el general Menéndez ordenaba fusilar con ametralladoras a alrededor de 120 personas que cayeron a unas cisternas que existían ahí. Luego tiraron petróleo a las cisternas llenas de cuerpos fusilados y produjeron una enorme fogata (Nunca más).
El 25 de mayo de 1977 el personal de La Perla festejó la fecha patria (Revolución de Mayo). Los torturadores pusieron una gran mesa en el centro de la cuadra de detenidos y sirvieron chocolate entre ellos. Mientras tanto todos los secuestrados debían permanecer de pie, al lado de sus colchonetas, y con los ojos vendados. Al comienzo todos debieron cantar el himno nacional (Nunca Más, Leg. 4279 ).
A partir de 1977 Menéndez realiza el llamado "pacto de sangre" obligando a todos los militares del III Cuerpo a participar en los asesinatos. Se fusilaban 3 personas por día. A las 4 de la tarde, colocaban los biombos y gritaban: "tabicar...SE", o "CAMIOOOON"... Era el camión que procedía a "trasladar" a los detenidos-desaparecidos, eufemismo que se utilizaba en todos los CCD para el momento del asesinato.

### Algunos de los detenidos vistos en La Perla

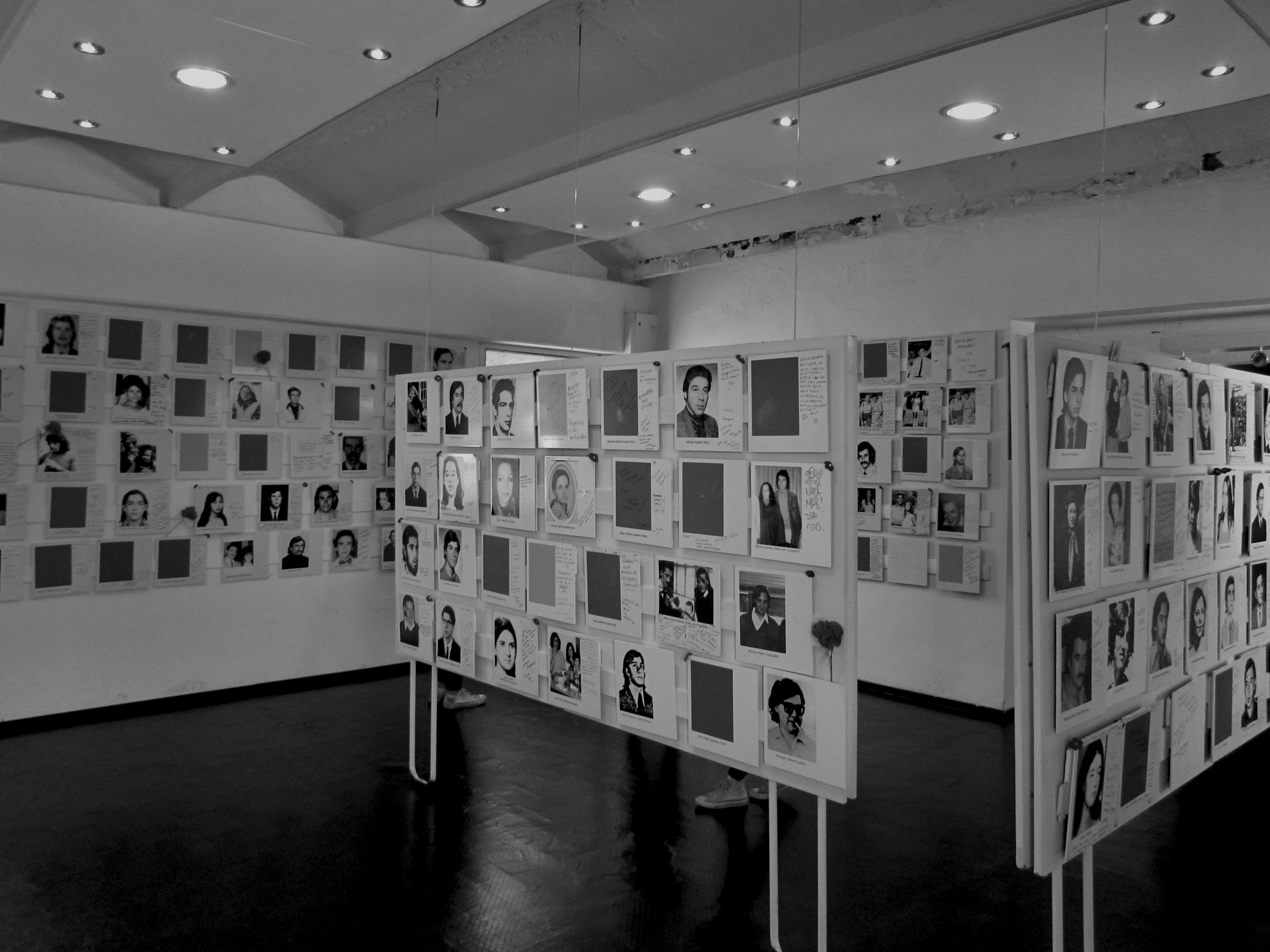
Imágenes de detenidos y desaparecidos

Tomás Carmen Di Toffino (Dirigente de Luz y Fuerza);  René Salamanca (Dirigente de SMATA); Graciela María Doldan (Abogada - compañera de Sabino Navarro,  Montoneros);  Eduardo Requena (Docente - Dirigente de CTERA Córdoba); Roberto Julio Yornet;  Luis Mónaco;  Ester Felipe de Mónaco;  Armando Camargo;  Marta Alicia Bertola de Camargo;  Susana Bertola de Berastegui; Juan Carlos Berastegui; Ramona Galíndez de Rossi;  Alejandra Jaimovich; Alejandro Monjeau; Adriana Díaz Ríos de Soulier; Juan Carlos Soulier; Luis Soulier; Herminia Falik de Vergara; María Luz Mujica de Ruartes; Enrique Horacio Fernández Samar; Diego Hunziker; Leticia Hunziker; Carlos Alberto D'Ambra; Pablo Ortman; Berta Perassi; Hilda Flora Palacios; Carlos Enrique Lajas; Humberto Horacio Brandalisis; Raúl Cardozo; Héctor Araujo; Rita Ales de Espíndola; Gerardo Espíndola; Ricardo Armando Ruffa; Diego Ferreyra, Silvia Peralta; los adolescentes que organizaron el Centro de Estudiantes de la Escuela Manuel Belgrano (Silvina Parodi, Gustavo Torres, Jorge Nadra, Pablo Schmucler, Claudio Román, Walter Magallanes, Oscar Liñeira, Fernando Ávila, Graciela Vitale y Daniel Bachetti)

### Después
En Córdoba se ha tomado la decisión de crear un Museo de la Memoria en el edificio donde funcionó el Departamento de Inteligencia D-2, de la policía local, sobre el pasaje Santa Catalina, entre el histórico Cabildo y la catedral (frente a la plaza San Martín) de la ciudad de Córdoba.  Este Memorial fue inaugurado entre marzo y mayo de 2008. Las huellas que lo conforman se construyen con los nombres y apellidos, marca esencial de la identidad de las personas, aquellas a las cuales se les negaron todos sus derechos. Recuerda a hombres y mujeres que lucharon por ideales políticos, culturales, sindicales y religiosos. Obreros, estudiantes, amas de casa, artistas, abogados, periodistas, religiosos, docentes, empleados que fueron perseguidos, secuestrados, torturados y asesinados o desaparecidos. 
El D-2 no era un CCD permanente, sino el lugar de llegada de los detenidos que estaban en tránsito hacia La Perla o la Penitenciaría del barrio San Martín.

## Recuperación y creación de un espacio para la memoria

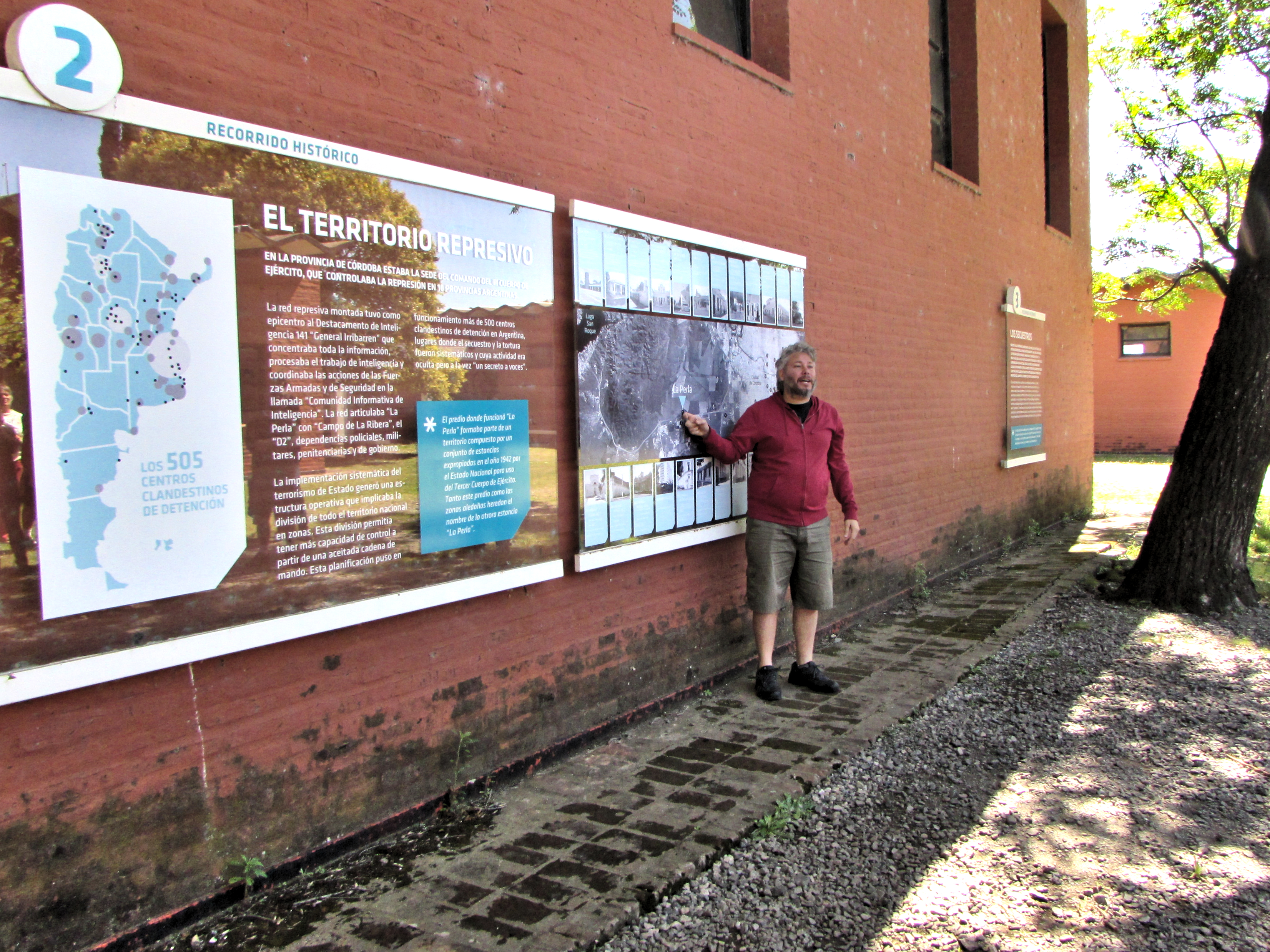
Charla con estudiantes y público en general

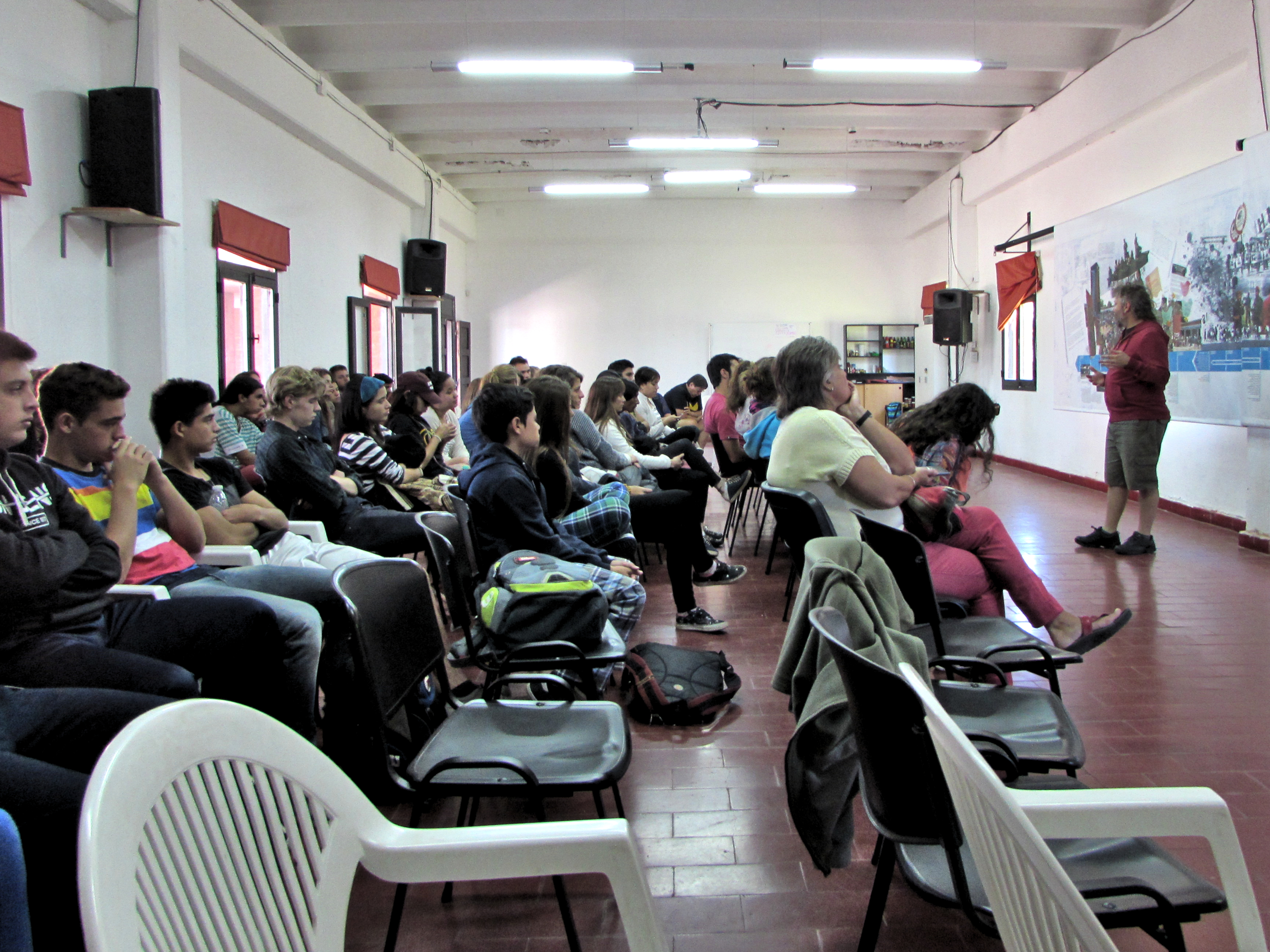
Inicio de la visita guiada

El 24 de marzo de 2007 el gobierno nacional realizó el traspaso del predio a la Comisión Provincial de la Memoria, de esa manera, donde estuvo establecido el CCD "La Perla" se conformara un espacio para la memoria gestionado por las organizaciones de derechos humanos.

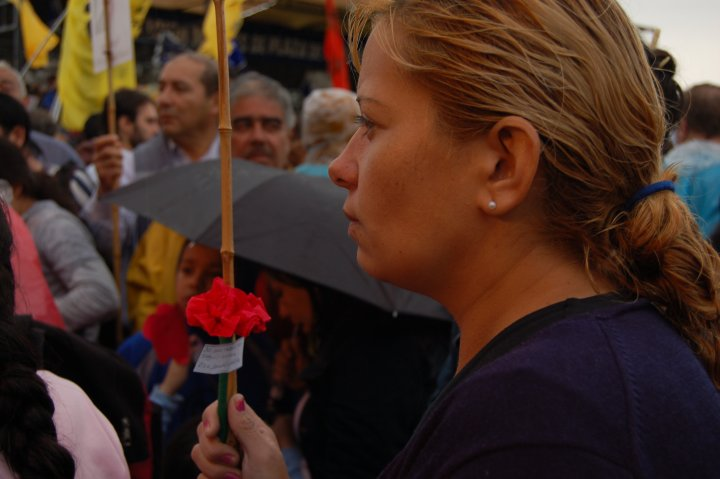
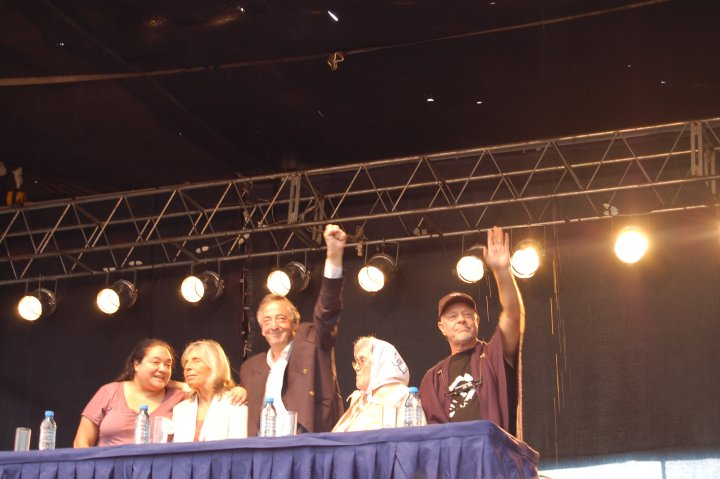
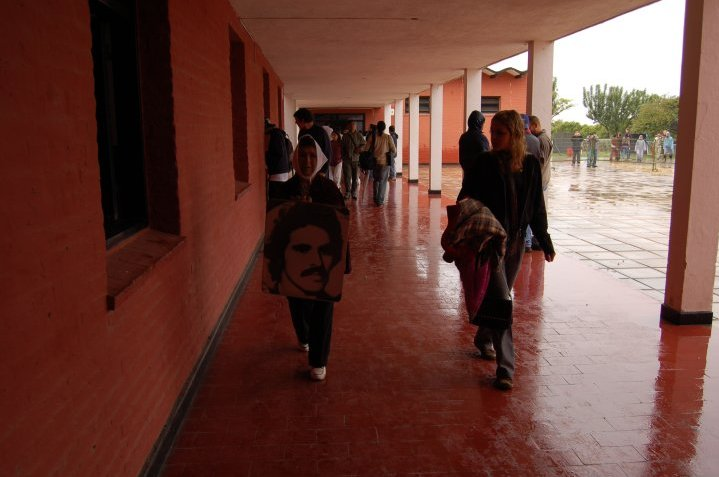
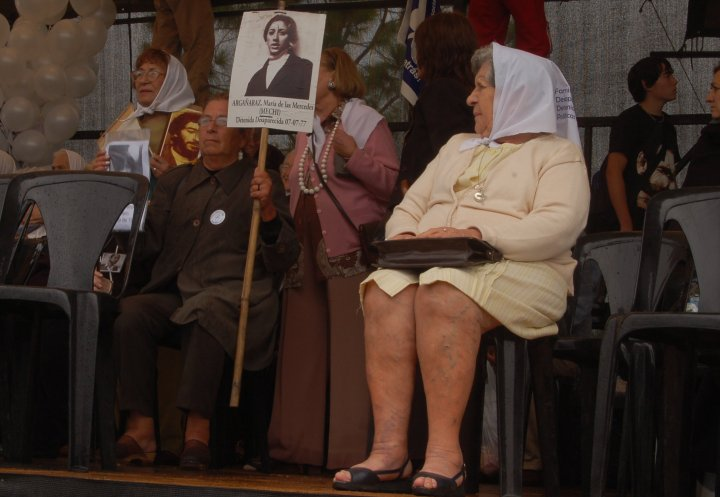
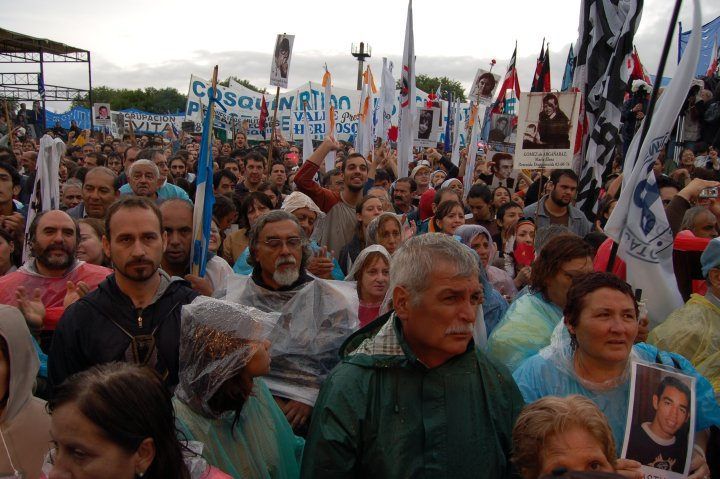
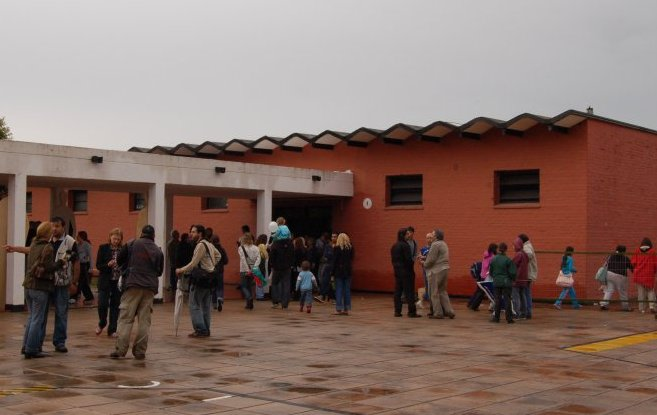

El Espacio se encuentra bajo la dirección de Emiliano Fessia y se divide en diversas áreas, entre las que destacan: Investigación, Comunicación, Conservación y Mantenimiento, Cultura y Museografía y Educación. Cada una tiene diversos objetivos, que implican desde reconstruir la vida cotidiana durante los años de la dictadura, la conservación de los espacios, la diagramación de diversas muestras permanentes y temporarias y el diseño y la puesta en marcha de diversos recorridos educativos.